# TPB AFK
TPB AFK: The Pirate Bay Away From Keyboard er en svensk dokumentar fra 2013 af Simon Klose. Filmen skildrer grundlæggerne af fildelningssiden The Pirate Bay.

## Om filmen
Filmen TPB AFK begynder i 2008 og slutter i 2012. Biografpremieren på filmen fandt sted ved filmfestivalen i Berlin 8. februar 2013, og den blev samtidig frigivet til gratis download på The Pirate Bay og YouTube. Filmen er udgivet under en Creative Commons licens, hvilket betyder, at filmen kan distribueres frit, og en kortere version er tilgængelig således, at der kan foretages alternative redigeringer.